# Südkoreanische Badmintonmeisterschaft 1972
Die Südkoreanische Badmintonmeisterschaft 1972 fand Ende November 1972 in Shintanjin, Daejeon statt. Es war die 14. Austragung der nationalen Titelkämpfe von Südkorea im Badminton.	

## Finalergebnisse
| Disziplin    | Sieger                  | Finalist                 | Ergebnis           |
| ------------ | ----------------------- | ------------------------ | ------------------ |
| Herreneinzel | Han Sung-kwi            | Kim Eui-gon              | 15-5, 15-12        |
| Dameneinzel  | Han Sook-i              | Kim Jong-ja              | 6-15, 15-9, 15-4   |
| Herrendoppel | Lee Ok-hyun Kim In-suk  | Kim Eui-gon Han Sung-kwi | 15-11, 12-15, 15-9 |
| Damendoppel  | Kim Jong-ja Ok Bok-eun  | Park Ok-yeon Oh Yeon-han | 6-15, 15-5, 15-12  |
| Mixed        | Lee Ok-hyun Oh Yeon-han | Kim Eui-gon Ok Bok-eun   | 15-8, 18-16        |